# 原田善友
原田 善友（はらだ よしとも、1989年3月25日 - ）は、日本の俳優、タレント。鹿児島県出身。身長157cm。

## 人物
趣味は音楽鑑賞、車とバイクの運転、スポーツ全般。

## 出演作品

### 映画
- ヤンキー先生（小南敏也監督、2011年）
- 闇金ウシジマくん（山口雅俊監督、2012年）
- ゼウスの法廷（高橋玄監督、2012年）
- カラスの親指（伊藤匡史監督、2012年）

### テレビドラマ
- 四つ葉神社ウラ稼業 失恋保険〜告らせ屋〜（日本テレビ、2011年）
- チームバチスタ3 アリアドネの弾丸（フジテレビ、2011年）
- 下町ロケット（WOWOW、2011年）
- IS〜男でも女でもない性〜（テレビ東京、2011年）
- 妖怪人間ベム（日本テレビ、2011年）
- 僕とスターの99日（フジテレビ、2011年）
- 世にも奇妙な物語（フジテレビ、2011年）
- Oh!デビー（BSスカパー!、2011年）
- コドモ警察（TBS、2012年）

### CM
- めざましテレビ（2012年）

### バラエティ
- 所さんの目がテン!（日本テレビ、2011年）

### PV
- スネオヘアー-「期待ハズレの空模様」（2011年）
- 蜜-「初恋かぷせる」（2012年）
- 前田敦子-「君は僕だ」（2012年）